# Schloss Rothmühle

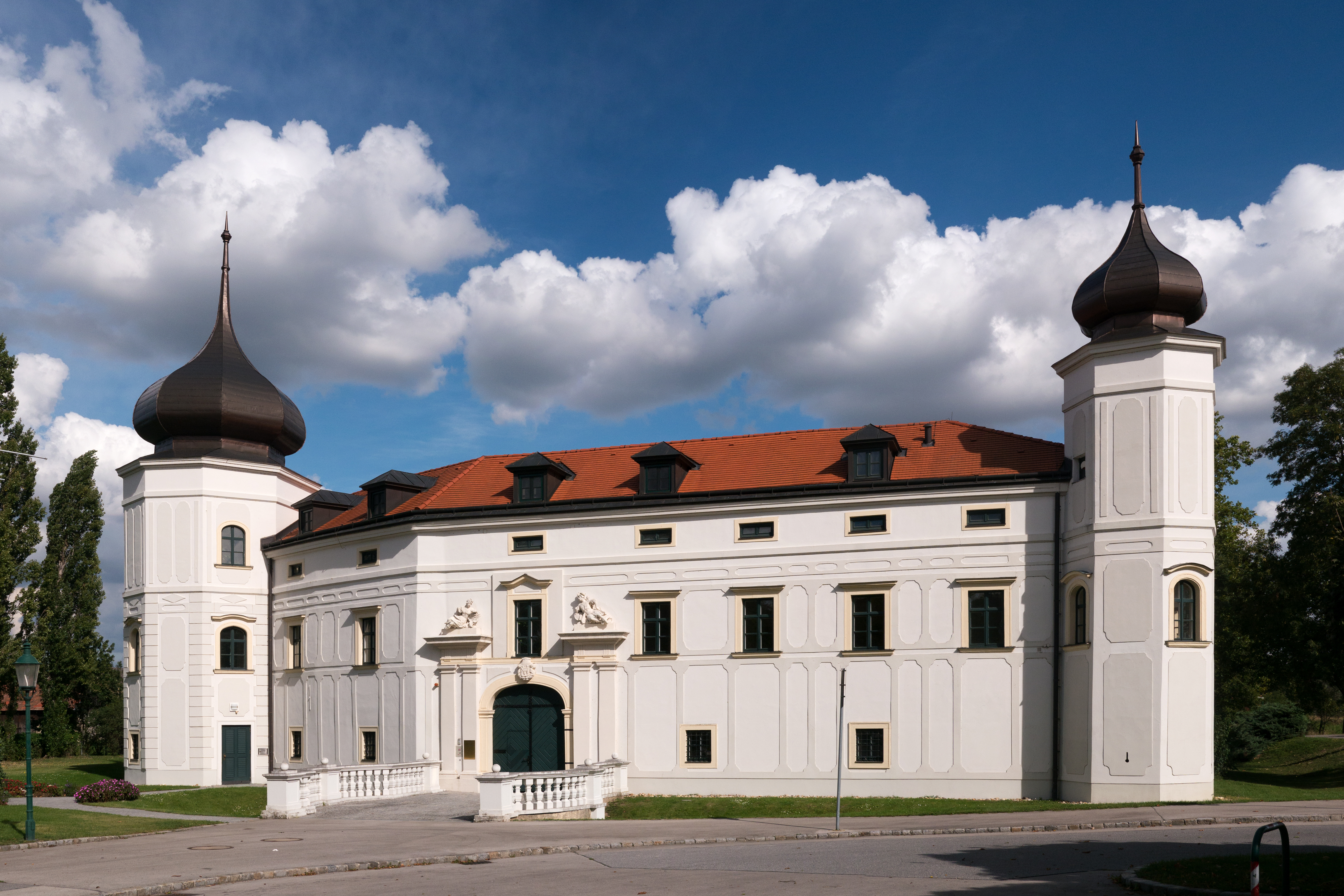
Frontansicht Schloss Rothmühle (renoviert 2001–2003)

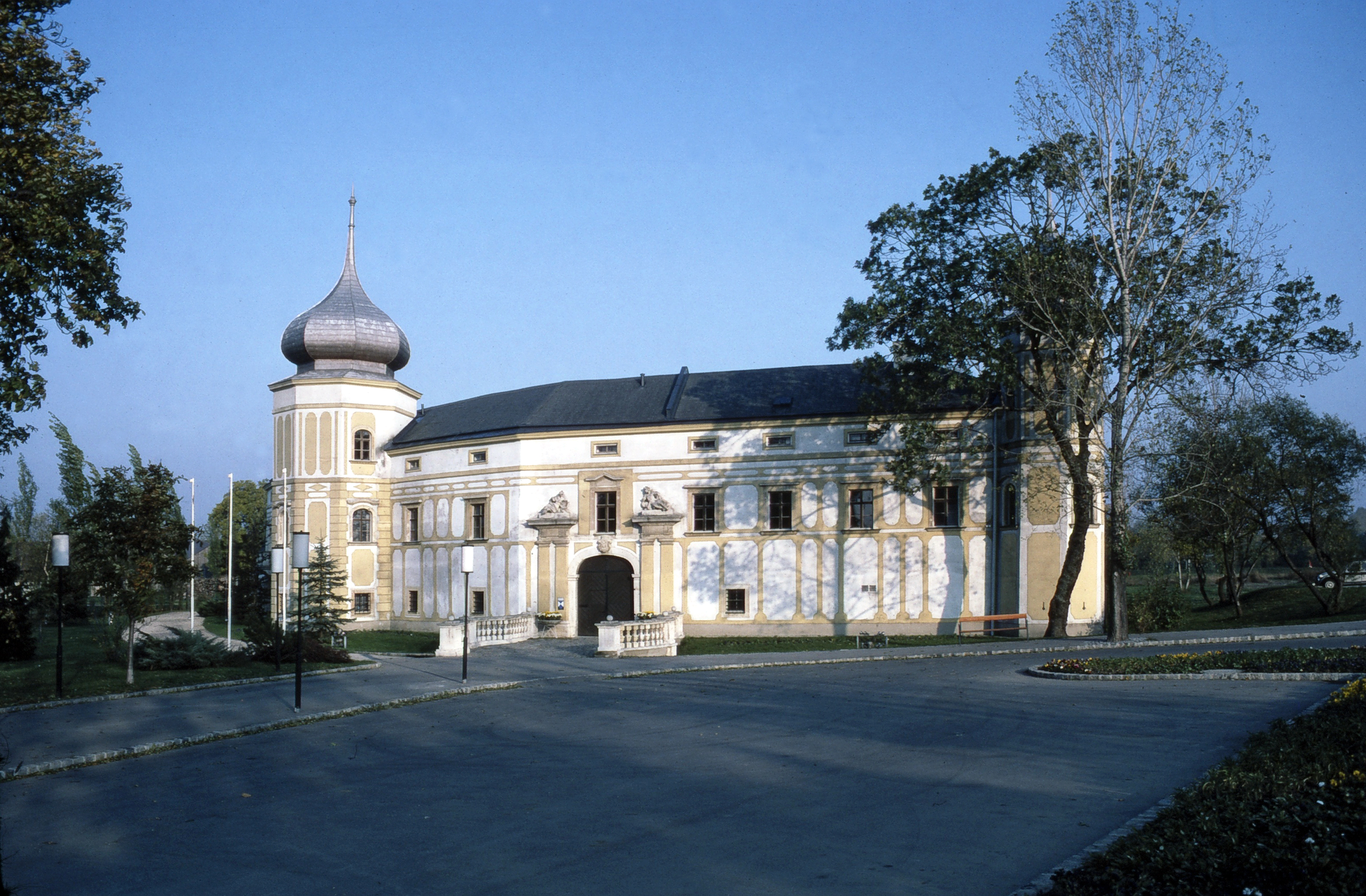
Frontansicht Schloss Rothmühle 1981 (renoviert 1968–1972)

Das Schloss Rothmühle ist ein Barockschloss im niederösterreichischen Rannersdorf, einem Stadtteil Schwechats.

## Geschichte
Das seit April 1967 im Eigentum der Stadtgemeinde Schwechat stehende Gebäude wurde um 1300 erstmals urkundlich erwähnt und fand über die Jahre unterschiedliche Verwendungen als Mühle, Stofffabrik, Lederfabrik und als Arbeiterquartier. Der Name des Schlosses änderte sich im Laufe der Zeit von „Mühle in dem grunde derhalben des Wazzers“ in „Mühle am Nidern Grund“ und in „Rothe Mühle“ später in „Rothmühle“. Die Herkunft des Namens kann nicht eindeutig belegt werden. In Publikationen ist der Hinweis zu finden, dass das Schloss früher aus roten Backsteinen erbaut wurde und daher der Name „Rothmühle“ stammt.
Sowie sich die Namen und die Nutzung im Wandel der Zeit änderten, so änderten sich auch die Eigentümer des Schlosses. Die bekannteste Eigentümerin ist Anna Maria von Posch, geb. Eulenschenk, die Frau des Arztes und Wunderheilers Franz Anton Mesmer (1734–1815), welche das Schloss zu dieser Zeit auch bewohnten.
Das Schloss wurde in der letzten Phase des Zweiten Weltkrieges durch Bombentreffer erheblich beschädigt. Notdürftig instand gesetzt wurde das Schloss bis zum Kauf durch die Stadtgemeinde Schwechat am 28. April 1967 als Wohnhaus für Arbeiterfamilien verwendet. Nach dem Ankauf wurde das unter Denkmalschutz stehende Gebäude auf dem rund 6.500 m² großen Gelände um 8 Millionen Schilling (nach Kaufkraft von 2011 etwa 2 Mio. Euro) bis 1972 saniert und wiederholt im Jahr 2001 durch die Stadtgemeinde Schwechat generalsaniert.

## Bauwerk
Das zweigeschoßige Schloss ist U-förmig, nach Osten offen und die Westfront ist mehrfach geknickt. Die Anlage stammt aus der zweiten Hälfte des 17. Jahrhunderts und hat einen mittelalterlichen Kern. Beim Ausbau zu einem Kulturzentrum erfolgten um 1970 Zubauten.
Das Schloss unterteilt sich im Wesentlichen auf die folgenden Räumlichkeiten:
- Festsaal mit einer Stuckdecke und zwei monumentalen Deckenmalereien
- Kapelle, ein hoher Saalraum mit einem Deckengemälde
- Schrödlsaal, benannt nach dem im Schwechater Lithograph, Tier- und Landschaftsmaler Anton Schrödl (1820–1906)
- Mozartsaal, Wolfgang Amadeus Mozart besuchte am 22. September 1773 die Rothmühle
- Nestroysaal, benannt nach Johann Nestroy
- Steinsaal
- Schlosshof
- Garten

## Nutzung
Bekannt ist das Schloss vor allem durch die seit 1973 alljährlich im Hof des Schlosses stattfindenden Nestroy-Spiele Schwechat. In den Sälen des Schlosses werden Hochzeitsfeiern und Tagungen veranstaltet, wie z. B. 2006 das MESMER-Symposium über das Leben und Wirken von Franz Anton Mesmer. Die sechs Fremdenzimmer im Schloss werden von der Stadtgemeinde Schwechat betrieben.